# Your Eyes (嵐の曲)
『Your Eyes』（ユア アイズ）は、日本の男性アイドルグループ・嵐の通算39枚目となるシングル。2012年6月6日にジェイ・ストームから発売された。

## 概要
- 前作「Face Down」から約1ヶ月ぶりのシングル。

- 初回限定盤、通常盤の2種類での発売。

- 表題曲は、メンバーの相葉雅紀主演 日本テレビ系土曜ドラマ『三毛猫ホームズの推理』及び、前作に引き続き6作連続のドラマ主題歌である。

- 初回限定盤には、表題曲のビデオ・クリップと、カップリング曲「君がいるから」に加え、オリジナル・カラオケ1曲を収録。

- 通常盤には、カップリング曲「花火」「voice」と、オリジナル・カラオケ3曲を収録。

## その他
- ベースに人時（黒夢）が参加している[2]。
- ミュージック・ビデオは、「瞳」の形をした緩やかなカーブを描いたトンネルが基本。他に逆再生した映像も入っている。

## 封入特典

### 初回限定盤
- 16P歌詞ブックレット

## チャート成績
- 2012年6月18日付オリコン週間シングルランキングで初動売上約47.8万枚を記録し、初登場1位にランクインした。累計売上は55万枚[3]。1位獲得は「PIKA★★NCHI DOUBLE」から28作連続、通算35作目である[3]。

- 2012年6月度のオリコン月間シングルランキングでは、首位を獲得した[4]。

## 収録曲

### CD

#### 通常盤
1. Your Eyes [4:37]
作詞：hs
作曲：Chris Janey, Max Grant
編曲：Tomoki Ishizuka
  - 相葉雅紀主演 日本テレビ系土曜ドラマ『三毛猫ホームズの推理』主題歌
2. 花火 [3:46]
作詞・作曲：Tatsuro Mashiko
編曲：Sachiko Miyano, Tatsuro Mashiko
3. voice [4:28]
作詞：alt
作曲：TAKAMASA SEGI
編曲：Hirofumi Sasaki
4. Your Eyes (オリジナル・カラオケ)
5. 花火 (オリジナル・カラオケ)
6. voice (オリジナル・カラオケ)

#### 初回限定盤
1. Your Eyes
2. 君がいるから [3:51]
作詞・作曲：eltvo
編曲：Taku Yoshioka
3. 君がいるから (オリジナル・カラオケ)

### DVD
※初回限定盤のみ
1. 「Your Eyes」ビデオ・クリップ

## 収録アルバム
- ウラ嵐マニア（初回限定盤#2, 通常盤#2, 3）
- Popcorn（#1）
- 5×20 All the BEST!! 1999-2019（#1）
- ウラ嵐BEST 2012-2015（初回限定盤#2, 通常盤#2, 3）

## 映像作品
Your Eyes
- ARASHI LIVE TOUR Popcorn
- ARASHI BLAST in Hawaii

君がいるから
- ARASHI LIVE TOUR Popcorn

voice
- ARASHI アラフェス NATIONAL STADIUM 2012